# Аризема непентесовидная
Аризе́ма непентови́дная (лат. Arisaéma nepenthoídes) — многолетнее клубневое травянистое растение, вид рода Аризема (Arisaema) семейства Ароидные (Araceae).

## Ботаническое описание
Клубень сжато-шаровидный, 6—7 см в диаметре.
Катафиллы, черешки и цветоножка красноватые или зеленоватые, густо покрытые тёмно-зелёными, тёмно-коричневыми или чёрными пятнами неправильной формы, состоящими из параллельных полосок.

### Листья
Катафиллов три, до 25 см длиной, тупые на вершине.
Черешки до 90 см длиной, примерно на 10—50 см вложенные во влагалища, формирующие ложный стебель. Листовая пластинка пальчатораздельная, из 5(7) листочков; листочки снизу сизые, сверху тускло-зелёные; центральный листочек с черешочком 2—3 см длиной, обратноланцетовидный, 16—20 см длиной и 4—5 см шириной; боковые два листочка сидячие; наиболее удалённые 12—14 см длиной и 3—4 см шириной, сильно наклонённые, в основании по внутренней стороне клиновидные, отчётливо ухообразные и полуовальные по внешней стороне.

### Соцветия и цветки
Цветоножка появляется из ложного стебля, короче или длиннее черешков. Трубка покрывала жёлтая с коричневатыми или тёмно-коричневыми пятнами с обеих сторон, цилиндрическая, 3—8 см длиной и 1,2—2,5 см в диаметре, широкоухообразная у горловины, ушки полуокруглые, до 2 см шириной, отогнутые наружу; пластинка изогнутая, желтоватая, с многочисленными чёрными пятнами, треугольно-овальная, 3—10 см длиной и 2—5 см шириной, на вершине заострённая.
Початок однополый. Мужская зона около 1,5 см длиной; синандрий слабый; пыльников 1—3, фиолетовые, на короткой ножке; теки шаровидные, вскрываются верхушечными порами; женская зона цилиндрическая, 2—2,5 см длиной, 8—12 мм длиной; завязь плотная, зелёная, обратнояйцевидная; рыльце желтоватое. Придаток вертикальный, беловато-зелёный, цилиндрический, 6—8 см длиной, 4,5—5 мм в диаметре, в основании усечённый, на ножке 5—7 мм длиной, в середине немного сжатый, на вершине тупой.
Цветёт в мае—июне.
Число хромосом 2n=26, 26+1B.

## Распространение
Встречается от Непала до провинции Юньнань в Китае (Китай, Индия (Ассам), Восточные Гималаи, Непал, Мьянма).
Растёт в тсуговых и дубовых лесах, на лесных окраинах, на высоте от 2700 до 3600 м над уровнем моря.